# Ein Mädchen und drei alte Narren
Ein Mädchen und drei alte Narren ist ein US-amerikanisches Stummfilmdrama mit Comedy-Elementen von King Vidor mit seiner Ehefrau Eleanor Boardman in der weiblichen Hauptrolle, zugleich eine Doppelrolle (Mutter und Tochter). Die drei alten Narren spielen Claude Gillingwater, William H. Crane und Alec B. Francis. Der Geschichte liegt ein 1918 uraufgeführtes Bühnenstück von Winchell Smith und Austin Strong zugrunde.

## Handlung
In das luxuriösen Heim dreier wunderlicher, alter Kerle am Washington Square in New York platzt eines Tages ein junges Mädel namens Sydney Fairchild hinein. Sie ist die Tochter von Rena Fairchild, die einmal alle drei Herren in Wallung gebracht hat und die keiner von ihnen freien konnte. Natürlich sind die drei alten Junggesellen hin und weg beim Anblick dieser schönen jungen Frau, da diese stark ihrer Mutter Rena ähnelt. Aber mit dieser hübschen Miss ist sehr viel Unruhe ins Haus gekommen, denn ihr Vater sitzt wegen Scheckfälschung im Gefängnis. Unter abenteuerlichen Umständen gelingt es dem Alten, gemeinsam mit einem weiteren Häftling, aus dem Knast zu entkommen. Der Mann will seine Tochter unbedingt wieder sehen, seinem ebenfalls entflohenen Kumpan aber dürstet es nur nach Rache.
Er will einen der titelgebenden drei alten Narren, den Richter Trumbull, umzubringen, da er diesem die Schuld für sein Elend gibt. Bis es zum Happy End kommt, fallen noch einige Revolverschüsse, und Sydney, die zwischenzeitlich in Verdacht geraten war, dem Gefängnisausbrecher dabei geholfen zu haben, in das Haus der drei Narren einzubrechen, um sich an Trumbull zu rächen, findet ihren Herzbuben in dem Neffen Theodore Findleys, einem der drei alten Knaben. Der ebenfalls in der Prachtvilla residierende, junge Mann, der den drei alten Herren hin und wieder aushilft, hatte kurz zuvor Sydneys Unschuld in der Causa Einbruch bewiesen. Ganz nebenbei wird auch noch bewiesen, das Sydneys Vater fälschlicherweise im Gefängnis wegen Scheckbetrugs einsaß.

## Produktionsnotizen
Ein Mädchen und drei alte Narren  wurde am 22. Juli 1923 in New York uraufgeführt, die deutsche Premiere fand am 9. November 1924 im UFA-Pavillon am Nollendorfplatz statt. In Österreich lief der Film im Februar 1925 unter dem ähnlichen Titel Ein Mädel und drei alte Narren an.

## Kritiken
„Man hatte eine amerikanische Burleske erwartet und fand einen nicht übermäßig nervenzerrenden Kriminalroman mit sentimentalen Einlagen (…) Das Ganze schwimmt im übrigen in einer nicht unsympathischen Brühe sanfter Verlogenheit. Der Bürger ist gut! Das sehen zum Schluß selbst die Feinde der Gesellschaft ein, die Verbrecher (…) Man muß dem Regisseur King Vidor lassen, daß er auf knappen, pointierten Ablauf hält und auch das Rührselige nicht mehr dehnt als sein Publikum nun einmal verlangt.“

Wiens Neue Freie Presse konstatierte in ihrer Ausgabe vom 3. Februar 1925: „Ein Dutzendfilm. Es gibt jedoch Dutzendware, die deshalb noch lange keine Dorfjahrmarktsware ist. Es gibt Dutzendware, die Schick besitzt und deshalb immer wieder zieht. Das Leitmotiv dieser kleinen Tragikomödie wird nicht zum ersten Mal gehört und ist nicht einmal besonders originell paraphrasiert und doch hat das Ganze einen gewissen Schmiß. (…) Das Wirkungsvolle des Films ergibt die ausgezeichnete Darstellung der “drei Musketiere” durch Claude Gillingwater, William H. Crane und Alec Francis.“